# 214558 Koranyi
214558 Koranyi este o planetă minoră (asteroid) din centura de asteroizi. A fost descoperită pe 18 august 2006 la Piszkéstetői Obszervatórium⁠(d) de Krisztián Sárneczky⁠(d). 
Obiectul prezintă o orbită caracterizată de o semiaxă mare de 2,6038302737961 UAi, o excentricitate de 0,19186287464592, o înclinație de 11,89159688378 ° în raport cu ecliptica.